# Stanisław Zdyb
Stanisław Zdyb (ur. 20 września 1884 w Zadolu na Lubelszczyźnie, zm. 8 grudnia 1954 w Zakopanem) – polski taternik, wieloletni członek Tatrzańskiego Ochotniczego Pogotowia Ratunkowego (TOPR), fotograf, jeden z pierwszych producentów nart w Zakopanem.

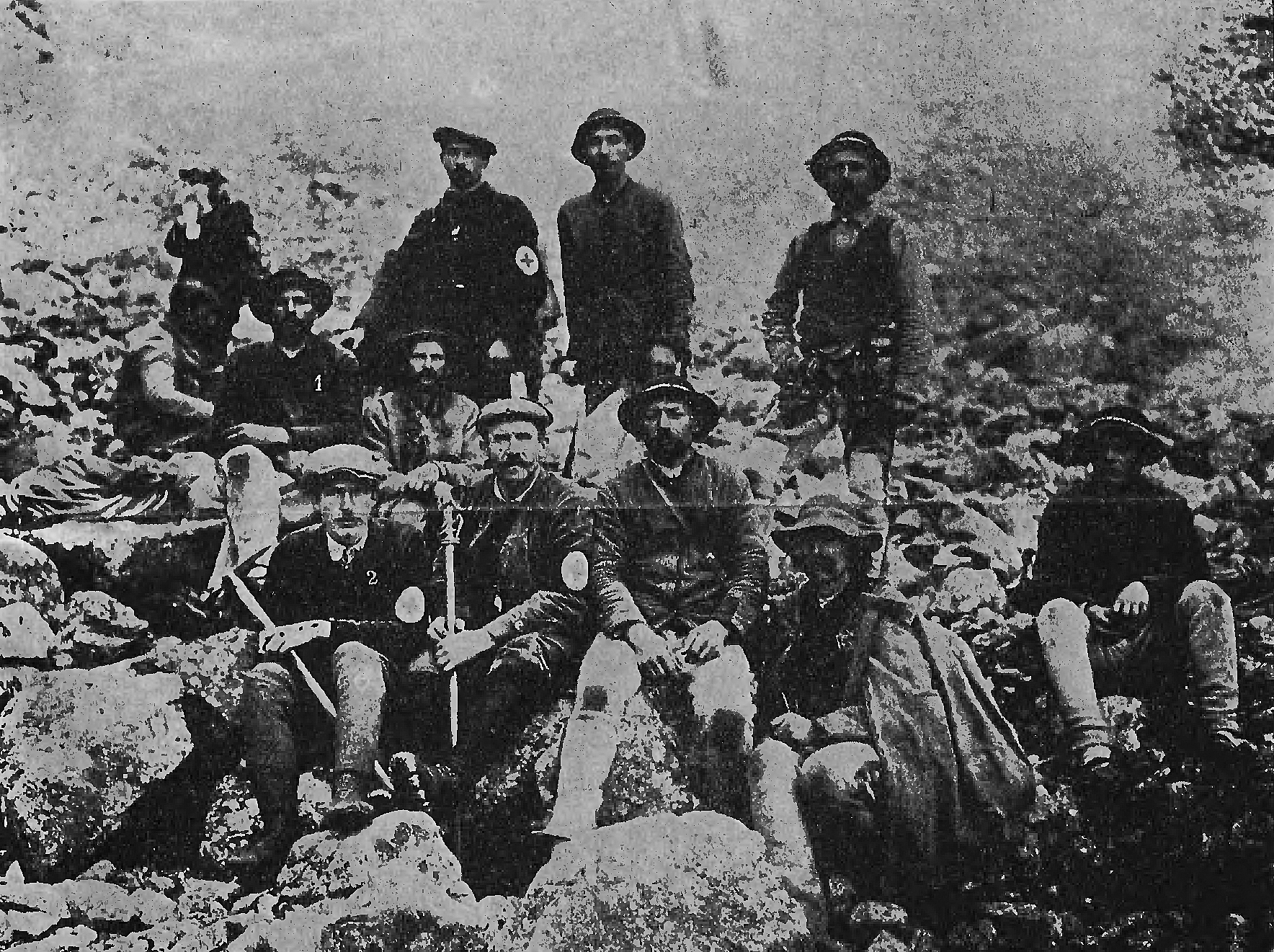
Akcja poszukiwania Stanisława Szulakiewicza w Tatrach na początku sierpnia 1910. Na zdjęciu Wojciech Tylka Suleja (1), Stanisław Zdyb (2), a obok tegoż Mariusz Zaruski

## Życiorys
Urodził się 20 września 1884 w Zadolu, w wielodzietnej rodzinie Wojciecha i Wiktorii z Pasztelanów. Od 1898 mieszkał w Zakopanem. Ukończył Szkołę Przemysłu Drzewnego, w której następnie pracował jako nauczyciel. Góry urzekły go od pierwszej chwili. Dużo chodził po Tatrach turystycznie (z aparatem fotograficznym), rozpoczął również uprawianie taternictwa. Jego fotografie, których kilka znajduje się w Muzeum Tatrzańskim w Zakopanem, są cennym dokumentem epoki. Pokazują pierwsze wspinaczki i zjazdy narciarskie. Do utrwalonych przez niego wydarzeń należą również pierwsze zawody narciarskie na Kalatówkach (1911) oraz pierwsze skoki narciarskie w Tatrach.
Z czasem zajął się produkcją nart, sanek, ciupag i czekanów. Jego wytwórnia „Zdyb i spółka” jako pierwsza w Polsce produkowała narty na skalę masową. Był również narciarzem i zawodnikiem Zakopiańskiego Oddziału Narciarzy Towarzystwa Tatrzańskiego, późniejszej Sekcji Narciarskiej Polskiego Towarzystwa Tatrzańskiego. Brał udział w pierwszych zawodach narciarskich, które zostały rozegrane 28 marca 1910 r. na Hali Goryczkowej (w biegu głównym zajął 3. miejsce).
23 lipca 1910 r. jako pierwszy w historii wspólnie z Henrykiem Bednarskim, Józefem Lesieckim oraz Leonem Lorią dokonał przejścia południowej ściany Zamarłej Turni. Jako taternik dokonał 23 zimowych i 4 letnich pierwszych wejść, głównie w towarzystwie Mariusza Zaruskiego, Bednarskiego, Lesieckiego i Lorii, np. na Gąsienicową Turnię, Zawratową Turnię, Małą Buczynową Turnię, Ptaka, Mnicha (1910), Mały Kozi Wierch, Zamarłą Turnię, Zadni Kościelec, Wielką Buczynową Turnię, Rohacze (1911). Miał też na koncie liczne pierwsze wejścia narciarskie, np. na Kościelec w 1911 z Zaruskim.
Należał do Towarzystwa „Strzelec” w Zakopanem. Po wybuchu I wojny światowej służył w Legionach Polskich, w I Brygadzie. W latach 1918–1923 służył w Wojsku Polskim. Następnie wrócił do Zakopanego, gdzie w latach 1923–1925 pracował jako kierownik techniczny w wytwórni nart braci Schiele, a w latach 1925–1948 był instruktorem rzeźby w Państwowej Szkole Przemysłu Drzewnego.   
Został pochowany na Nowym Cmentarzu w Zakopanem (kwatera N5-B-16).   

## Ordery i odznaczenia
- Srebrny Krzyż Zasługi (8 lipca 1925)[6]

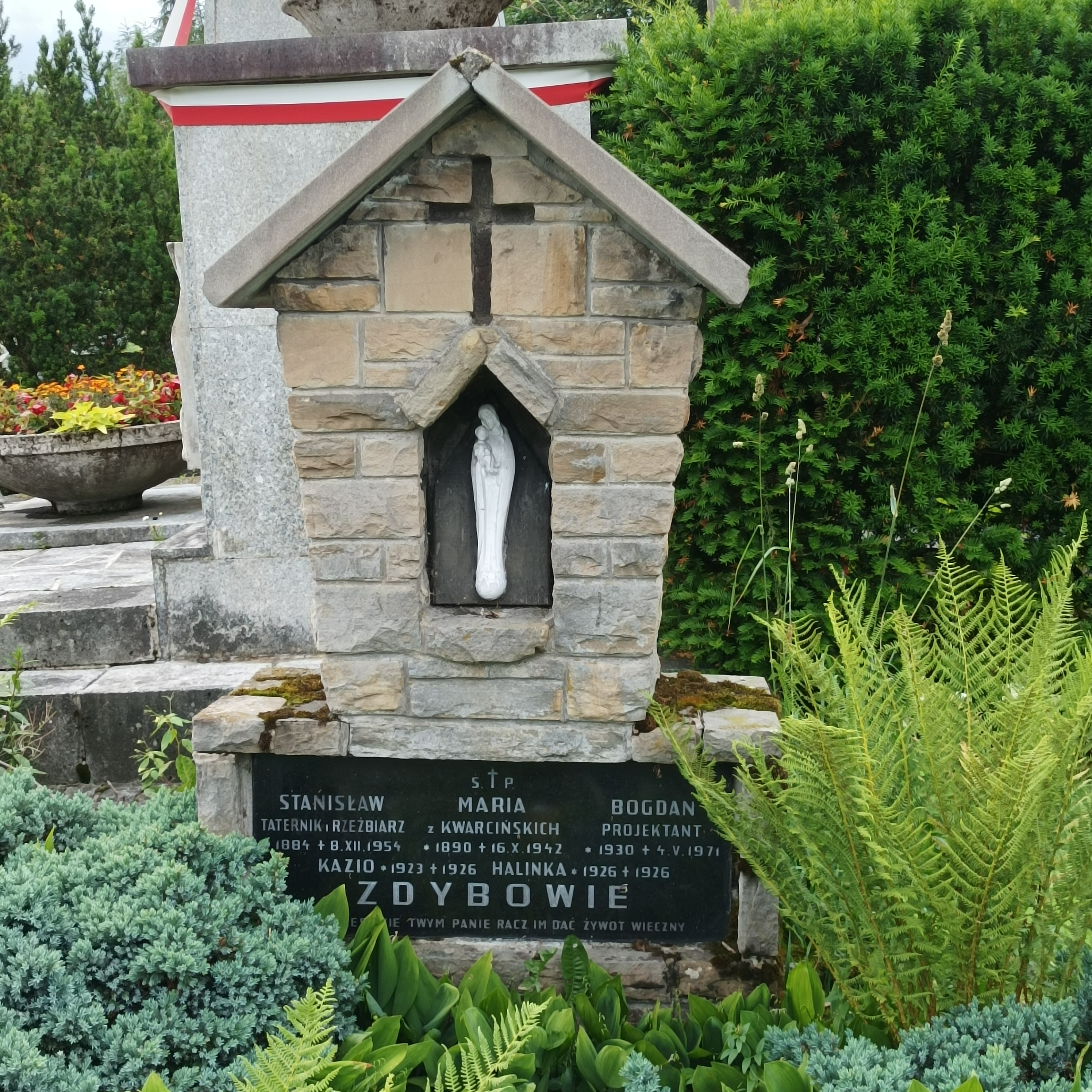
Grób Stanisława Zdyba na Nowym Cmentarzu w Zakopanem